# Central Arkansas Bears

Estes Stadium.

Central Arkansas Bears (en español los Osos de la Universidad de Arkansas Central) es el nombre que reciben los equipos deportivos de la Universidad de Arkansas Central (UCA, del nombre en inglés de la universidad, University of Central Arkansas), situada en Conway, Arkansas. Los equipos de los Bears y las Sugar Bears (equipos femeninos) participan en las competiciones universitarias organizadas por la NCAA, y forman parte de la ASUN Conference, de la cual son miembros de pleno derecho desde 1 de julio de 2021, excepto el fútbol americano, que compite en la Western Athletic Conference.

## Apodo y mascota
No fue hasta 1920 cuando la universidad unificó el apodo de sus equipos deportivos. Hasta entonces se habían denominado de direferentes maneras: Tutors, Teachers, Pedagogues, Pea-Pickers y Normalites. Ese año se eligió como mascota al oso, porque representaba al estado de Arkansas, cuyo apodo es el de Bear State. Las mascotas aparecieron en 1999 y se llaman Victor E. Bear y Victoria E. Bear.

## Programa deportivo
Los Bears y Sugar Bears participan en las siguientes modalidades deportivas:
| - Masculino - Atletismo al aire libre - Atletismo cubierta - Baloncesto - Béisbol - Campo a través - Fútbol - Fútbol americano - Golf | - Femenino - Atletismo al aire libre - Atletismo cubierta - Baloncesto - Campo a través - Fútbol - Golf - Sóftbol - Tenis - Voleibol cubierta - Voleibol de playa |

### Baloncesto
Solo un jugador de los Bears ha llegado a jugar en la NBA. Se trata de Scottie Pippen, que ganó 6 anillos de campeón con los Chicago Bulls y fue 7 veces elegido para disputar el All-Star Game.

## Instalaciones deportivas
- Farris Center es la instalación donde disputan sus partidos los equipos de baloncesto. Construido en 1972, tiene capacidad para 5.500 espectadores.[3]

- Estes Stadium es el estadio donde juega el equipo de fútbol americano. Tiene una capacidad para 8.035 espectadores, y fue construido en 1939, siendo remodelado en 1998 y 2003.[4]